# Kyllinga crassipes
Kyllinga crassipes är en halvgräsart som beskrevs av Johann Otto Boeckeler. Kyllinga crassipes ingår i släktet Kyllinga och familjen halvgräs. Inga underarter finns listade i Catalogue of Life.